# Альярди, Антонио
Антонио Альярди (итал. Antonio Agliardi; 4 сентября 1831, Колоньо-аль-Серио, Ломбардо-Венецианское королевство — 19 марта 1915, Рим, королевство Италия) — итальянский куриальный кардинал, папский дипломат и доктор обоих прав. Титулярный архиепископ Кесарии Палестинской с 23 сентября 1884 по 22 июня 1896. Апостольский делегат в Индии с 23 сентября 1884 по 9 мая 1887. Про-секретарь Священной Конгрегации чрезвычайных церковных дел с 9 мая 1887 по 6 октября 1888, секретарь с 6 октября 1888 по 9 апреля 1889. Апостольский нунций в Баварии с 9 апреля 1889 по 12 июня 1893. Апостольский нунций в Австро-Венгрии с 12 июня 1893 по 22 июня 1896. Камерленго Священной Коллегии Кардиналов с 24 марта 1898 по 19 июня 1899. Вице-канцлер Святой Римской Церкви и коммендатор титулярной церкви Сан-Лоренцо-ин-Дамазо с 22 июня 1903 по 29 июня 1908. Канцлер Святой Римской Церкви с 29 июня 1908. Кардинал-священник с 22 июня 1896, с титулом церкви Санти-Нерео-эд-Акиллео с 3 декабря 1896 по 14 декабря 1899. Кардинал-епископ Альбано с 14 декабря 1899.
Умер в Риме и похоронен в Бергамо.